# 佐々木聡 (物理学者)
佐々木 聡（ささき さとし、1951年8月 - ）は、日本の物理学者、東京工業大学名誉教授、第43代日本結晶学会会長。専門は、Ｘ線結晶学・固体物理学・放射光科学・鉱物学。研究テーマは、X線結晶構造解析・放射光X線共鳴散乱・強相関系酸化物や高温超伝導体の電子状態・共鳴磁気散乱やXMCDによる磁気構造の研究等。 

## 略歴
- 1974年　金沢大学理学部地学科卒業。
- 1979年　東京大学大学院理学研究科博士課程修了。
- 1980年　ニューヨーク州立大学博士研究員。
- 1982年　ニューヨーク州立大学助教授。
- 1983年　高エネルギー物理学研究所助手。
- 1985年　カールスルーエ研究所研究員。
- 1991年　東京工業大学助教授。
- 2001年　東京工業大学教授（～2017年）。
- 2016年　日本結晶学会会長[1]。

## 受賞歴
- 2000年　日本結晶学会賞。
- 2000年　Award of the Crystallographic Society of Japan。